# Chrysolina coerulans
Chrysolina coerulans là một loài bọ cánh cứng trong họ Chrysomelidae. Loài này được Scriba miêu tả khoa học năm 1791.

## Hình ảnh

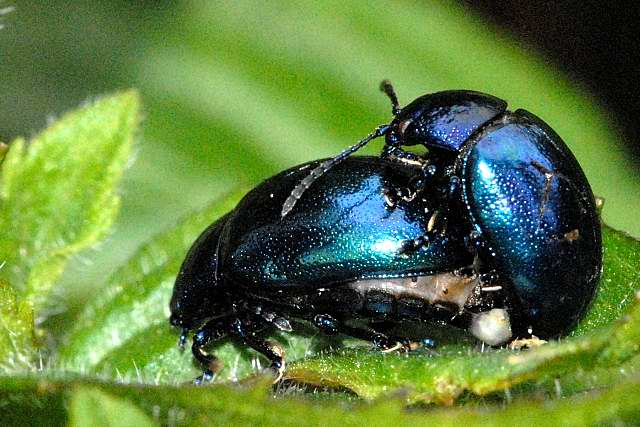
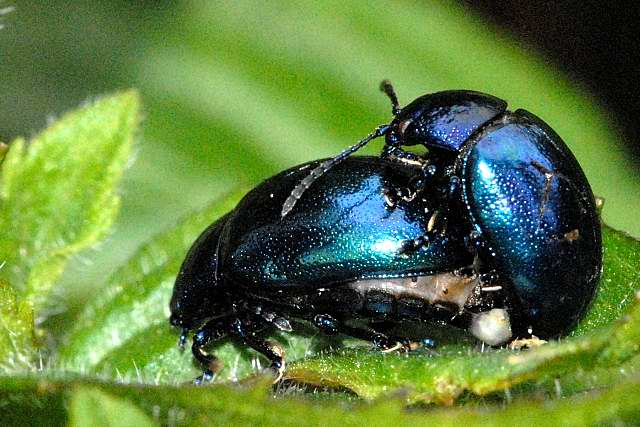
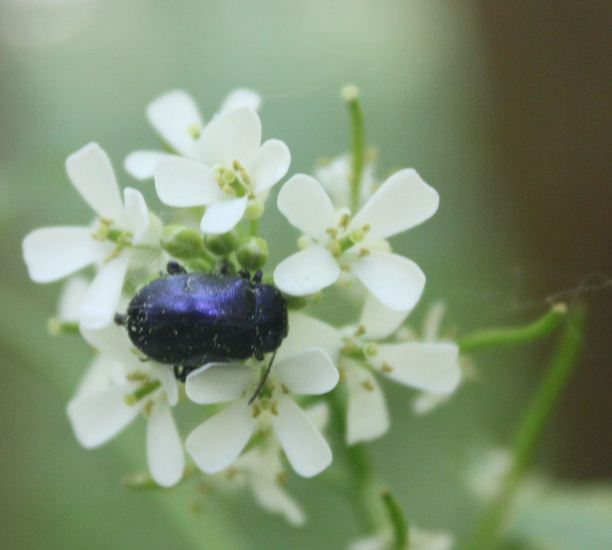
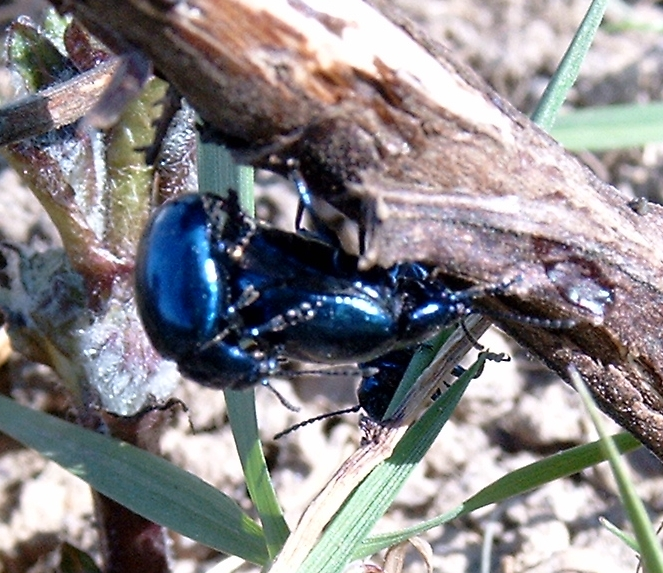